# Entedon stennos
Entedon stennos är en stekelart som beskrevs av Walker 1848. Entedon stennos ingår i släktet Entedon och familjen finglanssteklar. Inga underarter finns listade i Catalogue of Life.